# Aķžürek Tañatarov
Aķžürek Dostyķuly Tañatarov (in kazako Ақжүрек Достықұлы Таңатаров?; Almaty, 3 settembre 1986) è un lottatore kazako, specializzato nella lotta libera.

## Palmarès
- Giochi olimpici

Londra 2012: bronzo nei 66 kg.
- Campionati mondiali di lotta

Parigi 2017: bronzo nei 70 kg.